# 法沃利塔别墅

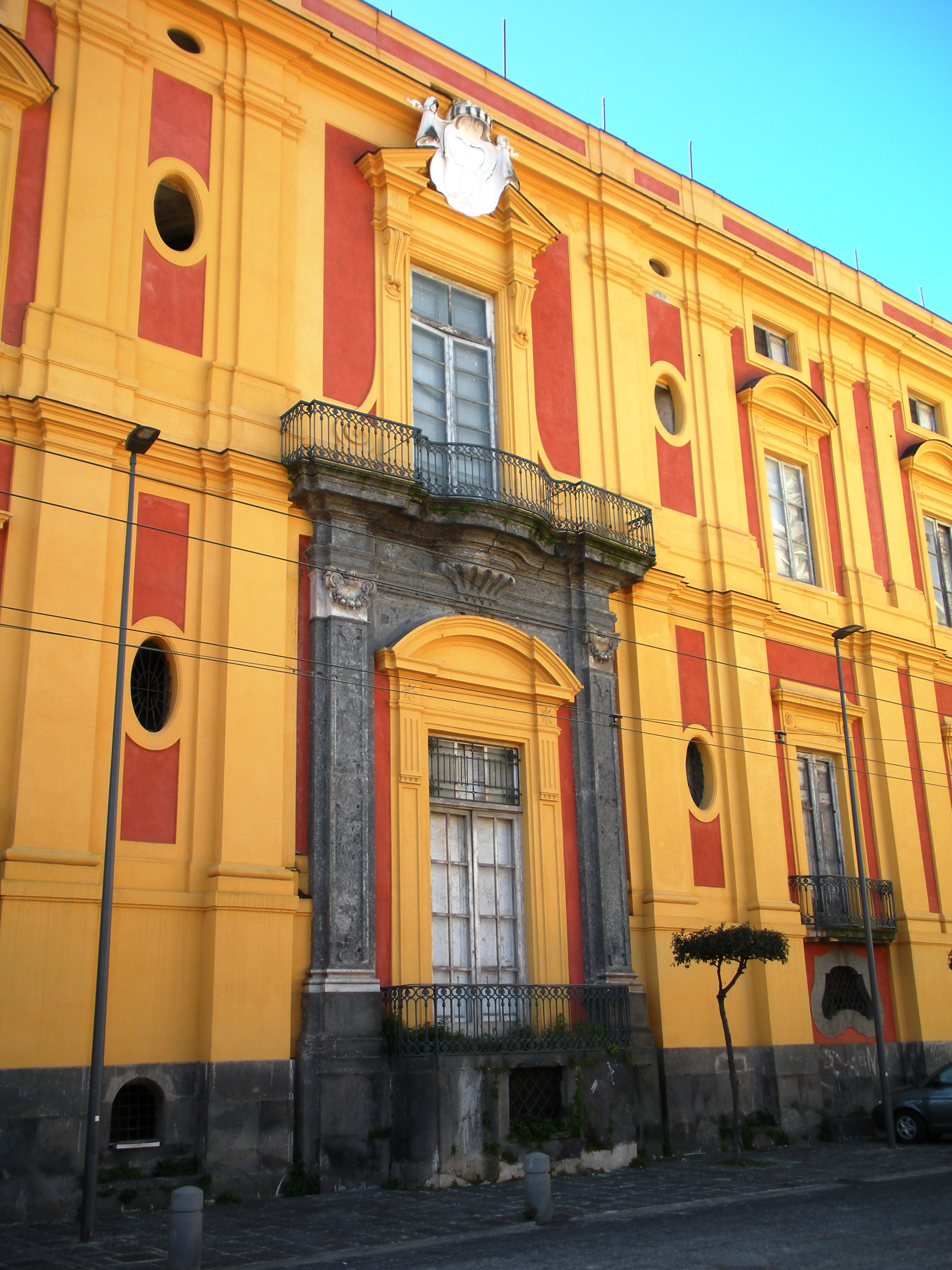

法沃利塔别墅（意大利语：Villa Favorita）是一座皇家乡村别墅，位于意大利埃尔科拉诺。它建于1762-1792年。建筑师费迪南多·富加。意大利巴洛克风格。现在由意大利国家拥有，等待修复，有可能提供私人投资者使用。

## 历史
此处原有一座小别墅。西马里公爵和梅萨涅侯爵朱塞佩·贝雷塔王子委托建筑师费迪南多·富加设计了一座新建筑，于1762年别墅完工。1768年，王子举行了一个华丽的聚会，接待刚刚从维也纳抵达的国王费迪南多一世和他的新妻子,哈布斯堡家族的奥地利的玛丽亚·卡罗琳娜。王后喜爱这座别墅，让她想起了维也纳的美泉宫，从此称为“法沃利塔”（Favorita，偏爱）。1792年，国王收购并扩建了别墅。国王夫妇和他们的孩子经常使用这座别墅。
40°48′01″N 14°21′17″E / 40.80029°N 14.35474°E